# George Erschbamer
George Erschbamer (* 1954) ist ein US-amerikanischer Film- und Fernsehregisseur und Drehbuchautor.

## Leben
Erschbamer begann seine Tätigkeit im Filmgeschäft im Bereich der Spezialeffekte. So war er an Filmen wie Rambo (1982) und Der stählerne Adler II (1988) sowie mehreren Episoden der Serie Airwolf beteiligt.
1987 gab er sein Debüt als Regisseur und inszenierte eine Episode von Airwolf. Im Anschluss drehte er die Snake Eater-Filmreihe mit Lorenzo Lamas in der Hauptrolle. In den 1990er Jahren folgten vor allem Direct-to-Video-Produktionen, am Ende des Jahrzehnts wandte er sich dem Fernsehen zu. So drehte er mehrere Folgen der Serie Die neue Addams Familie. In den 2000er Jahren inszenierte er vor allem Fernsehfilme. Für den Film Phantom Town (1997) wird er häufig als Ko-Regisseur an der Seite von Jeff Burr genannt.
Seit Mitte der 1990er Jahre ist Erschbamer auch als Produzent und Drehbuchautor tätig. Sein erster Film, an dem er in beiden Funktionen beteiligt war, ist Die Macht der Gewalt aus von 1995. Im Anschluss verfasste er die Drehbücher zu einigen Filmen, die er auch selbst inszenierte. Sein Schaffen als Regisseur umfasst mehr als 40 Produktionen.

## Filmografie (Auswahl)
- 1988: Snake Eater
- 1989: Snake Eater II – Snake Eater’s Revenge (Snake Eater’s Revenge)
- 1991: Snake Eater III
- 1993: Final Round
- 1994: Flinch – A Killing Phantom (Flinch)
- 1996: Outgun – Der Kopfgeldjäger (Bounty Hunters)
- 1996: Bounty Hunters II
- 1998: Marco Polo und die Kreuzritter (The Incredible Adventures of Marco Polo)
- 1998–1999: Die neue Addams Familie (The New Addams Family, Fernsehserie)
- 1999: Aliens im Wilden Westen (Aliens in the Wild, Wild West)
- 2008: Der Weihnachtswunsch (The Mrs. Clause)
- 2008: Christmas Town – Die Weihnachtsstadt (Christmas Town)
- 2015: Fire Twister – Feuerhölle L.A. (Fire Twister)